# Aase (Vorname)
Aase ist ein weiblicher Vorname.

## Herkunft und Bedeutung

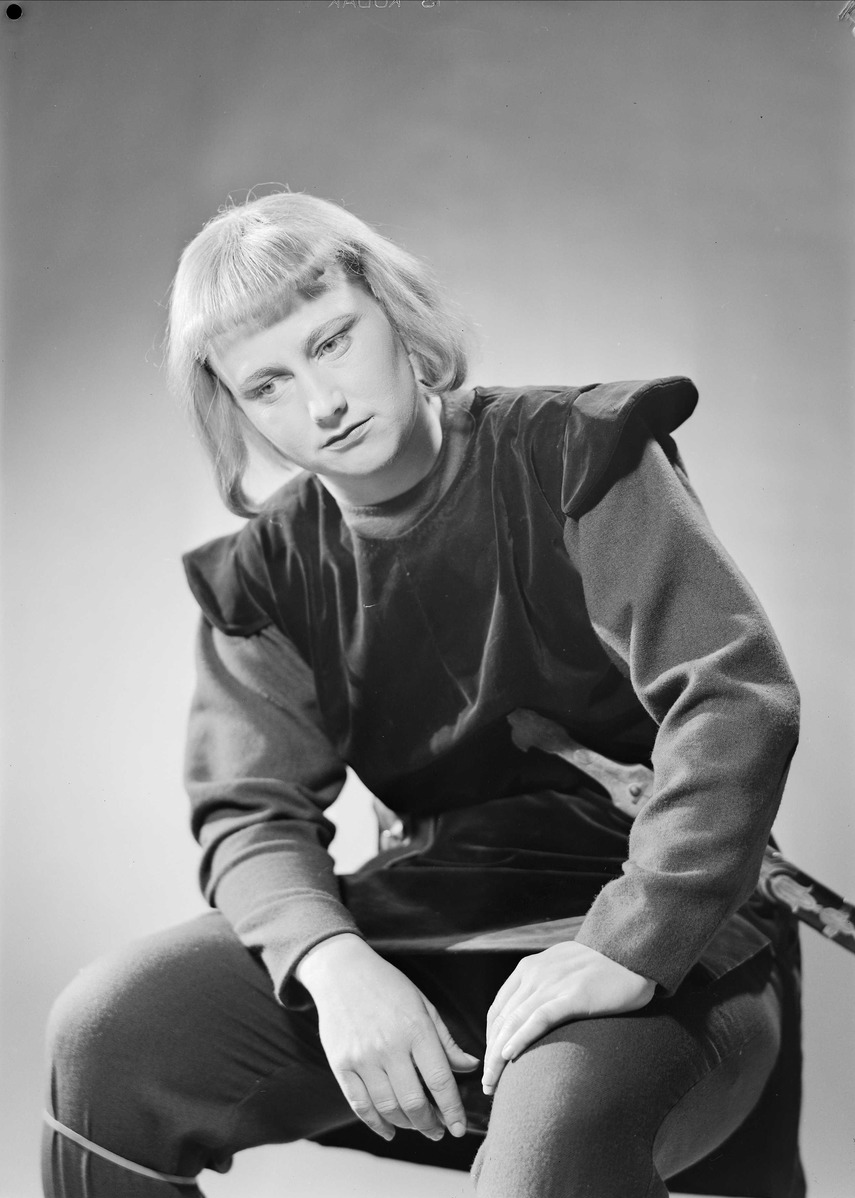
Aase Nordmo Løvberg

Aase ist die alte dänische Schreibweise des Namens Åse (Ása). Es handelt sich um eine Kurzform von Namen, die mit As- beginnen: „Vitalität“ oder „Balken“, „Pfosten“.

## Namensträgerinnen
- Aase Madsen (1914–2006), dänische Schauspielerin, bekannt als Osa Massen
- Aase Bjerkholt (1915–2012), norwegische Politikerin
- Aase Lionæs (1907–1999), norwegische Politikerin
- Aase Nordmo Løvberg (1923–2013), norwegische Opernsängerin
- Aase Texmon Rygh (1925–2019), norwegische Bildhauerin
- Aase Schiøtt Jacobsen (1925–2005), dänische Badmintonspielerin
- Aase Winther (* 1939), dänische Badmintonspielerin
- Aase Birkenheier (* 1944), norwegisch-deutsche Übersetzerin